# 盐穗木属
盐穗木属（学名：Halostachys）是藜科下的一个属，为灌木植物。该属分布于欧洲东南部、亚洲中部和西部。